# Baoruco (tỉnh)
Baoruco, cách viết khác Bahoruco, là một tỉnh của Cộng hòa Dominicana. Trước năm 1952, đơn vị này nằm ở khu vực nay là tỉnh Independencia.
Tỉnh này có dãy núi Baoruco và hồ Enriquillo.

## Các đô thị và các huyện đô thị
Tỉnh này gồm các đô thị và huyện đô thị sau:
| - Galván - Los Ríos - Las Clavellinas (D.M.) - Neyba - El Palmar (D.M.) - Tamay - Cabeza de Toro (D.M.) - Montserrat (D.M.) - Santana (D.M.) - Uvilla (D.M.) - Villa Jaragua |

Dưới đây là bảng liệt kê các đô thị và huyện đô thị với dân số theo điều tra năm 2008.
| Name             | Tổng dân số | Dân số đô thị | Dân số nông thôn |
| ---------------- | ----------- | ------------- | ---------------- |
| Galván           | 16.405      | 7.589         | 8.816            |
| Los Ríos         | 12.394      | 7.048         | 5.346            |
| Neiba            | 68.701      | 40.987        | 27.714           |
| Tatháng 5 nămo   | 28.614      | 12.394        | 16.220           |
| Villa Jaragua    | 16.016      | 12.984        | 3.032            |
| Baoruco province | 142.130     | 81.002        | 61.128           |